# 酒井忠中
酒井 忠中（さかい ただなか）は、出羽庄内藩8代藩主・酒井忠器の三男。

## 人物
幼少の頃から、絵画を好み学問と武芸に秀でる、文武両道であったといわれている。
弘化元年（1844年）頃、藩政改革派の庄内藩家老酒井奥之助、酒井右京、中老松平舎人らは、分家の旗本酒井忠信を後見役にして忠中を擁立し、藩主酒井忠発を廃そうと企てるが、忠中が弘化2年（1845年）死去してしまったため、改革派のもくろみは挫折することとなった。
鶴岡市内にある墓碑には、「貴賢院殿止斎公子墓」と銘がある。